# Jan Fischer
Jan Fischer (nascut el 2 de gener de 1951) és un tècnic txec que va ser breument Primer Ministre de la República Txeca de maig 2009 fins a juliol 2010.
Jan Fischer va néixer a Praga, aleshores capital de la desapareguda Txecoslovàquia, el 2 de gener de 1951 en el si d'una família jueva de matemàtics. El seu pare era un investigador a l'Institut de Matemàtiques de l'Acadèmia de Ciències, especialitzat en aplicacions matemàtiques orientades a la genètica i a la medicina. La seva mare era una experta en estadística aplicada a les assegurances.
Fischer es va graduar a la Universitat d'Economia de Praga el 1974 en estadística i econometria. Després de graduar-se, va començar a treballar a l'Institut d'Investigació d'Informació Socioeconòmica, dependent de l'Oficina Federal d'Estadística de Txecoslovàquia.
Fischer va completar els estudis de postgrau a la Universitat d'Economia el 1985, on va obtenir el grau de Candidat de Ciències (un grau acadèmic dels antics països comunistes d'Europa Oriental, que estava un graó per sota de doctor en Ciències) en l'àmbit de les estadístiques econòmiques. Va ser membre del governant Partit Comunista de Txecoslovàquia des de 1980 fins a la caiguda del règim comunista el 1989.